# Zsako
A Jako (örményül: Ժակո, hivatalos magyar átírással: Zsako) a francia–örmény Ladaniva formáció dala, mellyel Örményországot képviselték a 2024-es Eurovíziós Dalfesztiválon Malmőben. A dal belső kiválasztás során nyerte el a dalversenyen való indulás jogát.

## Eurovíziós Dalfesztivál
2024. február 10-én az Örmény Közszolgálati Televízió bejelentette, hogy a duót választották ki, hogy képviseljék Örményországot a következő Eurovíziós Dalfesztiválon. Versenydaluk és a hozzá készült videóklip március 13-án jelent meg a dalfesztivál hivatalos YouTube oldalán, azonban a dal a 2023. szeptember 29-én megjelent Ladaniva elnevezésű stúdióalbumukon már szerepelt.
A dalfesztivál előtt Madridban eurovíziós rendezvényen népszerűsítik versenydalukat.
A dalt először a május 9-én rendezendő második elődöntőben fellépési sorrendben nyolcadikként adják elő, a Dániát képviselő Saba Sand című dala után és a Lettországot képviselő Dons Hollow című dala előtt. Az elődöntőből továbbjutottak a május 11-i döntőbe, ahol fellépési sorrendben tizenkilencedikként léptek fel, a Portugáliát képviselő Iolanda Grito című dala után és a Ciprust képviselő Silia Kapsis Liar című dala előtt. A zsűri szavazáson a kilencedik helyen végeztek 101 ponttal, míg a nézői szavazáson szintén a kilencedik helyen végzett 82 ponttal, így összesítésben 183 ponttal a verseny nyolcadik helyezettjei lettek. Ezzel Örményország 2016 után ismét a legjobb tíz között végzett.
A következő örmény induló Parg Survivor című dala volt a 2025-ös Eurovíziós Dalfesztiválon.

### Kapott pontok
| Pont | Ország              |
| ---- | ------------------- |
| 12   | Grúzia              |
| 12   | Izrael              |
| 10   | Franciaország       |
| 10   | Hollandia           |
| 8    | Görögország         |
| 8    | San Marino          |
| 8    | A Világ többi része |
| 7    | Csehország          |
| 7    | Olaszország         |
| 7    | Spanyolország       |
| 6    | Albánia             |
| 6    | Ausztria            |
| 6    | Belgium             |
| 6    | Svájc               |
| 5    | Dánia               |
| 5    | Lettország          |
| 5    | Málta               |
| 5    | Norvégia            |
| 4    | Észtország          |
| 137  | Összesen            |

| Pont | Ország        |
| ---- | ------------- |
| 8    | Albánia       |
| 8    | Portugália    |
| 8    | San Marino    |
| 7    | Ausztria      |
| 7    | Lettország    |
| 7    | Németország   |
| 7    | Norvégia      |
| 7    | Szlovénia     |
| 6    | Csehország    |
| 6    | Franciaország |
| 6    | Grúzia        |
| 5    | Izland        |
| 4    | Görögország   |
| 4    | Svájc         |
| 3    | Dánia         |
| 3    | Hollandia     |
| 3    | Olaszország   |
| 2    | Luxemburg     |
| 101  | Összesen      |

| Pont | Ország              |
| ---- | ------------------- |
| 10   | Franciaország       |
| 10   | Grúzia              |
| 6    | Izrael              |
| 5    | Belgium             |
| 5    | Csehország          |
| 5    | Görögország         |
| 5    | A Világ többi része |
| 4    | Ciprus              |
| 4    | Németország         |
| 4    | Olaszország         |
| 3    | Ausztria            |
| 3    | Hollandia           |
| 3    | Horvátország        |
| 3    | Spanyolország       |
| 2    | Lettország          |
| 2    | Portugália          |
| 2    | Svédország          |
| 1    | Albánia             |
| 1    | Ausztrália          |
| 1    | Moldova             |
| 1    | Svájc               |
| 1    | Szerbia             |
| 1    | Ukrajna             |
| 82   | Összesen            |

## A dal háttere
A dal címe a formáció énekesnőjének, Jaklin Baghdasaryannak a becenevéből származik. A dal azt az állítást tükrözi, miszerint joga van a szabad gondolkodáshoz és ahhoz, hogy az legyen, aki lenni akar. Kritizálja a társadalmat a mesterséges korlátozások és normák előírása miatt, mondván, hogy ezek miatt a lányok szem elől tévesztik, kik is ők valójában, mivel gyakran megmondják nekik, hogyan kell cselekedniük.
Kiskoromban Jakónak hívtak. Felnőtt koromban mindig azt mondták nekem, hogy a lányoknak viselkedniük kell, alázatosnak kell lenniük, normálisan kell öltözniük, nem túl sokat beszélni, nem tenni őrült dolgokat.
A dalt a továbbiakban úgy írják le, mint egy üzenetet magának és "a világ összes kis Jakójának", hogy kövessék valódi hivatásukat, és maradjanak hűek hiteles énjükhöz, ahogyan ő tette a művészetével. Ez egyúttal egy felhívás is, hogy „kelj fel és táncolj”, bármit is mondanak az emberek.

## Dalszöveg
| Ինձ ասում են Ժակո՛, քեզ խելոք պահի՛, (Indz asumen Jako, kez kheloq pahi,) Շատ մի՛ խոսա, (Shat mi khosa) Շատ սուս էլ մի՛ նստի, (Shat susel mi nsti,) Հագի՛, բացի՛, փակի՛, (Haqi, baci, paqi,) Աղջկա պես քեզ պահի՛ (Akhchika pes qez pahi) Ես աղջիկ եմ ազատ, (Es akhchikem azat,) Ես կպարեմ, դու էլ նայի՛ (Es kparem duel nayi) – A dal kezdete örményül | Azt mondják nekem, Jako légy alázatos, Ne beszélj túl sokat, Ne legyél túl csendes, Vedd fel ezt, nyisd ki ezt, zárd be azt Viselkedj úgy, mint egy lány De én egy szabad lány vagyok, Úgyhogy táncolni fogok, te pedig nézed! – A dal kezdete magyarul |

## Galéria

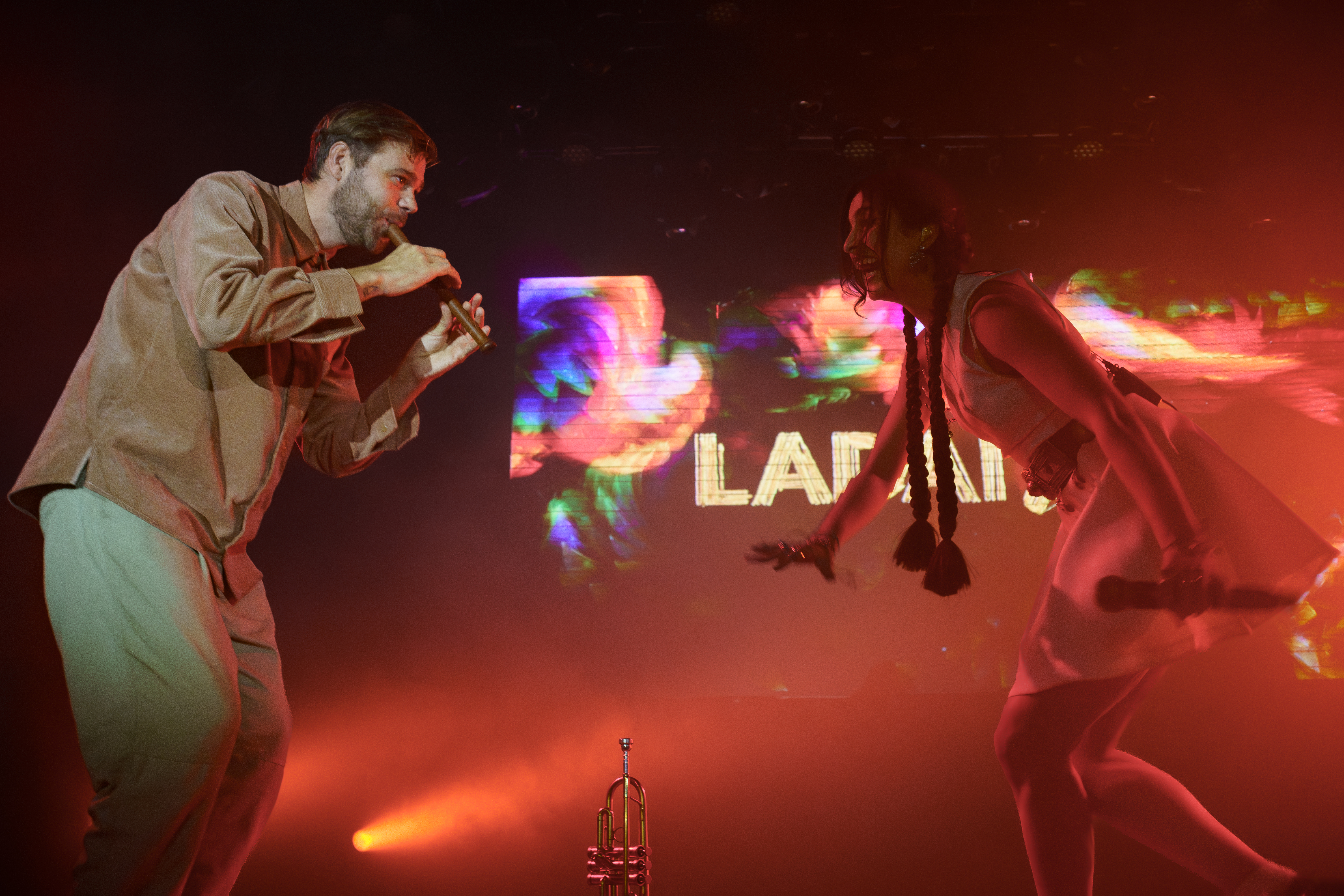
A madridi Eurovíziós partin
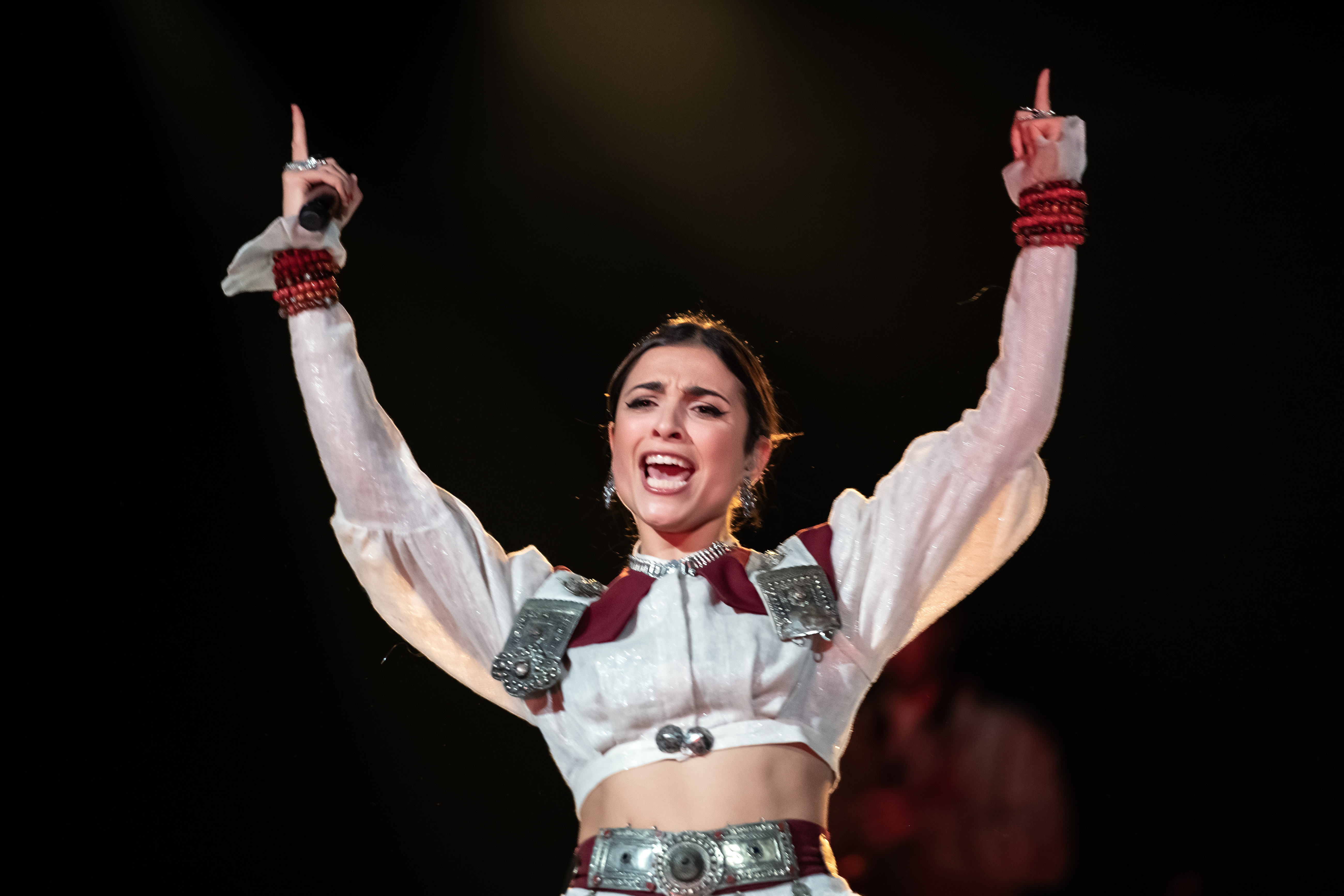
Az elődöntőben
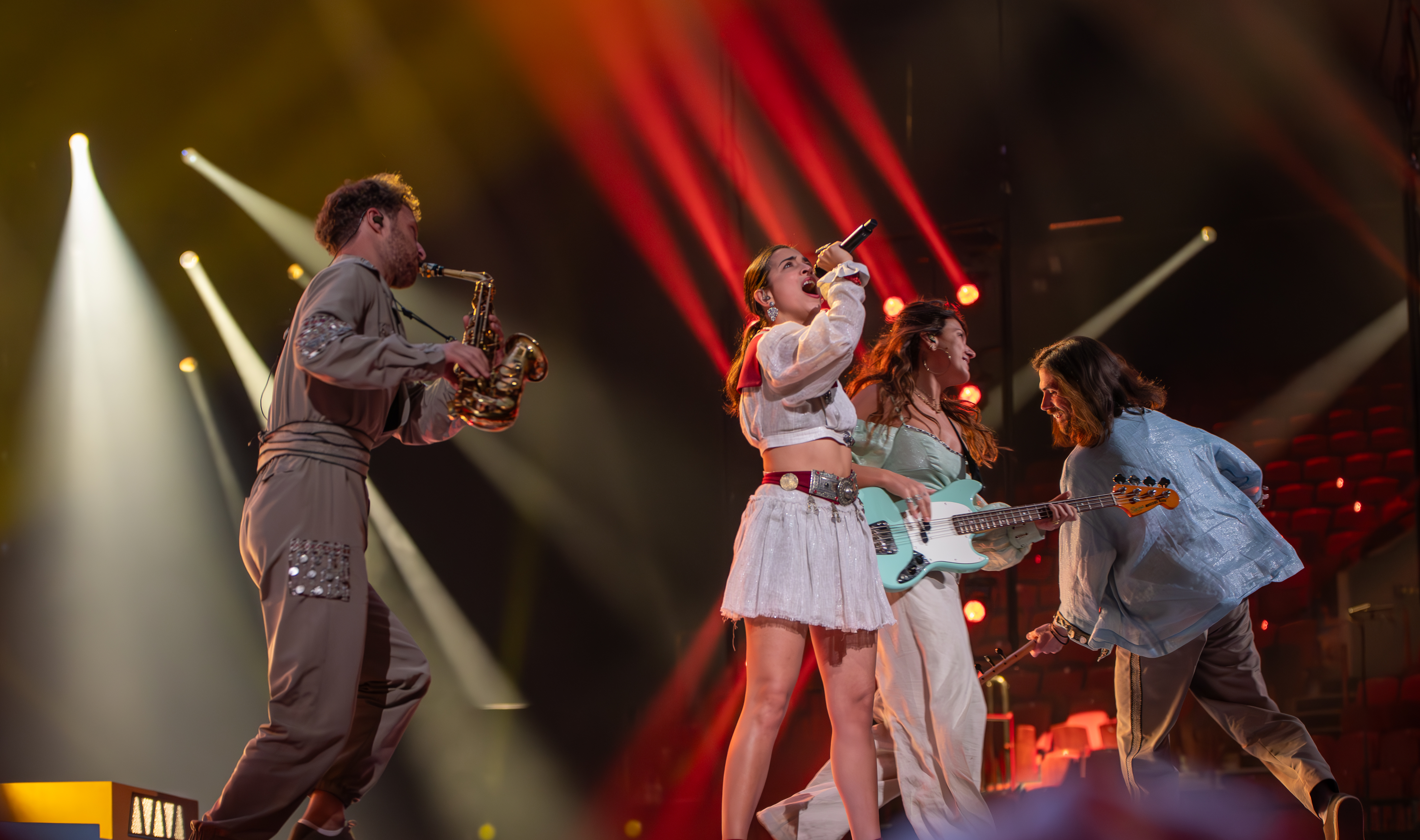
A döntőben